# Lietuvos Lyga 1941
L'edizione 1941 della Lietuvos Lyga fu la 20ª del massimo campionato di calcio lituano; il campionato non fu portato a termine. 

## Formula
Nel corso del 1940 la Lituania passò sotto il controllo dell'Unione Sovietica: questo portò all'organizzazione di un campionato in un girone unico, con società completamente rinnovate e stagione disputata in un singolo anno solare.
Nel corso del 1941, però, l'invasione tedesca dell'Unione Sovietica fermò nuovamente i campionati, come avvenuto nella stagione precedente.

## Classifica finale
| Pos. | Squadra              | Pt | G | V | N | P | GF | GS | DR  |
| ---- | -------------------- | -- | - | - | - | - | -- | -- | --- |
| 1    | Spartakas Kaunas     | 10 | 5 | 5 | 0 | 0 | 30 | 3  | +27 |
| 2    | Spartakas Vilnius    | 6  | 4 | 3 | 0 | 1 | 8  | 9  | -1  |
| 3    | Dinamo Kaunas        | 4  | 2 | 2 | 0 | 0 | 5  | 1  | +4  |
| 4    | Spartuolis Vilnius   | 4  | 4 | 2 | 0 | 2 | 11 | 7  | +4  |
| 5    | Spartuolis Kaunas    | 4  | 4 | 2 | 0 | 2 | 9  | 8  | +1  |
| 6    | Dinamo Vilnius       | 2  | 3 | 1 | 0 | 2 | 4  | 12 | -8  |
| 7    | Spartuolis Kaunas II | 0  | 4 | 0 | 0 | 4 | 3  | 10 | -7  |
| 8    | Spartakas Šiauliai   | 0  | 4 | 0 | 0 | 4 | 4  | 24 | -20 |